# Фролова, Зоя Алимпиевна
Зоя Алимпиевна Фролова (1929—2003) — телятница, Герой Социалистического Труда (1950).

## Биография
Зоя Фролова родилась 13 февраля 1929 года в деревне Соколово (ныне — Сычёвский район Смоленской области). После окончания начальной школы работала в колхозе «Вперёд к социализму», сначала в полеводческой бригаде, позднее перешла телятницей на животноводческую ферму.
За время своей работы Фролова добилась больших успехов в выращивании телят и сохранении племенного молодняка, снизила себестоимость производства. Среднесуточный привес закреплённого за ней молодняка крупного рогатого скота возрастом до 4 месяцев составлял более 1,2 килограмма.
Указом Президиума Верховного Совета СССР от 11 июля 1950 года за «выдающиеся производственные достижения в развитии животноводства» Зоя Фролова была удостоена высокого звания Героя Социалистического Труда с вручением ордена Ленина и медали «Серп и Молот».
Позднее Фролова работала телятницей в колхозе «Рассвет». В 1984 году она вышла на пенсию. Проживала в родной деревне.
Умерла 28 февраля 2003 года, похоронена в Соколово.

## Награды
Была также награждена орденом Трудового Красного Знамени и рядом медалей.

## Семья
Мать: Фруктова Капитолина Петровна. Отец- Алимпий Федорович Фролов. Также были сестра Анна и Тоня и брат Виктор. Детей у Зои не было. Отец был именно Алимпий, так он проходят и по базам ВОВ.